# Metagonia debrasi
Metagonia debrasi is een spinnensoort uit de familie trilspinnen (Pholcidae). De soort komt voor in Cuba.